# نقعة (الطيال)

تعديل مصدري - تعديل

نقعة هي إحدى قرى عزلة بني جبر بمديرية الطيال التابعة لمحافظة صنعاء، بلغ تعداد سكانها 551 نسمة حسب تعداد اليمن لعام 2004.